# René Kruse
René Kruse (Amsterdam, 1961) is een Nederlands voormalig korfballer en korfbalcoach. Hij speelde zijn volledige carrière voor het Amsterdamse ROHDA, waar zijn vader George Kruse 25 jaar voorzitter van is geweest. Als speler werd hij meerdere malen Nederlands kampioen en speelde ook voor een lange periode in het Nederlands korfbalteam. Als coach was hij ook succesvol. De zus van Kruse, Karin Spierings, speelde ook jaren in de hoofdmacht van ROHDA.

## Carrière als speler
Kruse groeide op met sport en deed op jonge leeftijd aan korfbal en voetbal. Hij had dromen als een carrière als profvoetballer, maar toen bleek dat hij een groter talent voor korfbal had, bleef hij bij deze sport. Wel koos hij bij korfbal voor shirtnummer 11, aangezien hij fan was van Ajax-voetballer Piet Keizer.
Op 18-jarige leeftijd debuteerde Kruse in het eerste team van ROHDA, in 1979. Op dat moment speelt ROHDA alleen in de zaal in de hoogste competitie, de Hoofdklasse.

### ROHDA in de jaren '80
In seizoen 1979-1980 degradeert ROHDA in de zaal uit de Hoofdklasse, aangezien het 7e eindigt in de Hoofdklasse B met maar 12 wedstrijdpunten uit 14 wedstrijden. Op het veld gebeurt echter het tegenovergestelde: daar wordt ROHDA kampioen en promoveert naar de Hoofdklasse toe.
In seizoen 1980-1981 lukt het in de zaal om terug te promoveren naar de Hoofdklasse en op het veld deed de ploeg het ook goed. Zo werd het uiteindelijk zelfs 4e in de Hoofdklasse en leek de ploeg een goede middenmoter te worden.
In 1982 kreeg ROHDA een nieuwe coach, in de vorm van Anton Poelstra. De ploeg ging vooruit en ook werd Kruse in dit jaar geselecteerd voor het Nederlands korfbalteam.
Onder deze nieuwe leiding ging het met de ploeg beter in seizoen 1982-1983. In de zaal werd ROHDA 2e in de Hoofdklasse B met 21 punten. Met hetzelfde aantal wedstrijdpunten hadden ze in de andere hoofdklasse 1e geworden, maar in de B klasse was Fortuna net iets beter met 24 punten. Op het veld was het net andersom en bleef ROHDA Fortuna met 1 punt voor en werd zodoende Nederlands veldkampioen. Het was de eerste Nederlandse titel van Kruse.
Aangezien ROHDA de Nederlandse veldkampioen was geworden, mocht het de Europacup spelen. Het kwam in de finale tegenover het Belgische Borgerhout te spelen en won, waardoor ROHDA ook meteen Europees kampioen werd. De uitslag was met 12-5 in Amsterdams voordeel ook duidelijk. Van deze 12 ROHDA-treffers kwamen er 5 uit handen van Peter Schallenberg en 4 uit handen van Kruse.
In seizoen 194-1985 werd ROHDA in de zaal 1e in de Hoofdklasse B, met 24 punten uit 14 wedstrijden. In de finale speelden ze tegen PKC dat in de competitie slechts 21 punten bij elkaar had verzameld. Hierdoor ging ROHDA als favoriet de finale in. De wedstrijd begon in Amsterdams voordeel en er werd gepauzeerd met een 5-7 voorsprong voor ROHDA. Echter schoten de PKC dames na de rust uit de startblokken en bogen de wedstrijd om. Ondanks 9 goals van Kruse won PKC de finale met 18-14.
In het seizoen hierna, 1985-1986 wisselde ROHDA van hoofdcoach. Zo werd Anton Poelstra vervangen door Rinus Munnikes. In de zaalcompetitie haalde de ploeg voor de tweede keer op rij de finale, al was het maar met 1 punt verschil met het Delftse Fortuna. In de finale van dit seizoen was DKOD de tegenstander, de ploeg die voor de eerste keer in de clubgeschiedenis de zaalfinale haalde. De finale begon in het voordeel van DKOD, want de ploeg van bondscoach Ben Crum stond al snel met 3-0 voor. Voor Kruse was dit niet erg, aangezien hij de wedstrijd startte in het verdedigingsvak. De tactiek van ROHDA was iets anders dan normaal en Kruse stelde vooral zijn vakgenoot Marco Lauf in staat om te scoren. Met rust stond er een 7-5 voorsprong van ROHDA op het scorebord. Door goede verdedigende druk van ROHDA kreeg het steeds meer grip op de wedstrijd. Toen DKOD ook strafworpen ging missen, voelde ROHDA dat ze de titel konden pakken. ROHDA won de wedstrijd met 14-12 en pakte zodoende de eerste Nederlandse zaaltitel in de clubhistorie.
In 1986, het jaar waarin ROHDA zaalkampioen was geworden, mocht het aantreden in de Europacup. In het Franse Bourges won ROHDA van de Belgische kampioen AKC met 16-14.
ROHDA bleef het seizoen hierna meedoen in de bovenste regionen van de ranglijst, maar het eerst volgende succes was in seizoen 1988-1989. Onder hoofdcoach Theo Korporaal werd de ploeg 1e in de Hoofdklasse B op het veld. De ploeg verzamelde 27 punten uit 15 wedstrijden door maar 1 keer te verliezen en 1 keer gelijk te spelen. In de finalereeks was PKC weer de tegenstander in de eindstrijd. In de eerste finalewedstrijd werd het 12-8 voor PKC. Bij ROHDA waren Kruse en Frits Wip topscoorder met allebei 2 treffers. ROHDA wist dat ze nog een kans maakten om de best-of-3 finalereeks te winnen, maar dan zou er meer dan 8 keer moeten worden gescoord. Helaas werd de finale in de tweede wedstrijd al beslecht, want wedstrijd 2 eindigde in 9-7 voor PKC. Hierdoor was PKC de veldkampioen van dit seizoen.

### ROHDA in de jaren '90
Vanaf seizoen 1989-1990 zette ROHDA een dominantie in op de veldcompetitie. Zo won de ploeg de eerste 3 veldtitels van het nieuwe decennium: in 1990, 1991 en 1992.
Voor Kruse was seizoen 1993-1994 zijn laatste op het topniveau en hij wilde graag afscheid nemen met een titel. Dit lukte in de zaal, want in de Hoofdklasse A bleef ROHDA concurrent PKC met 2 punten voor en haalde zo de zaalfinale. Net als in 1986 was DKOD de tegenstander. Uiteindelijk won ROHDA deze finale met 14-10, waarbij zowel Kruse als Wip elk 4 goals hadden gemaakt. Als gedeeld topscoorder en Nederlands zaalkampioen nam Kruse afscheid van het topkorfbal.

## Erelijst
- Nederlands kampioen zaalkorfbal, 2x (1986, 1994)
- Nederlands kampioen veldkorfbal, 4x (1983, 1990, 1991, 1992)
- Europacup kampioen zaalkorfbal, 1x (1986)
- Europacup kampioen veldkorfbal, 1x (1983)

## Oranje
Kruse speelde 34 officiële interlands voor het Nederlands korfbalteam, waarvan 10 op het veld en 24 in de zaal.
Hij debuteerde in 1982 bij Oranje.
Zo won Kruse goud op de volgende toernooien:
- WK 1984
- World Games 1985
- WK 1987

Ook was Kruse een selectiespeler van het Nederlands team dat zilver won op het WK van 1991.
In 1993 speelde Kruse zijn laatste interland, na 11 jaar in de Nederlandse selectie.

## Coach
In 1994 nam Kruse afscheid als speler en werd hij coach. Zijn timing bleek perfect, want na het behalen van de zaaltitel van 1993-1994 vertrok ROHDA-coach Ron Massing.
Ondanks dat Kruse nog geen ervaring als hoofdcoach had, leek dit een uitgelezen mogelijk om zichzelf als zodanig te profileren.
Zo kreeg hij in zijn eerste seizoen als hoofdcoach meteen de taak om de Europacup in de zaal te pakken. In januari 1995 won ROHDA de Europacup door in de finale te winnen met 23-19 van het Belgische Catba.
Kruse bleef hoofdcoach t/m seizoen 1996-1997, maar dat eindigde in mineur. Zo degradeerde ROHDA in 1997 in de zaal uit de Hoofdklasse

## Erelijst als coach
- Europacup, 1x (1995)

## Na coachingscarrière
Na zijn carrière als speler en hoofdcoach bleef Kruse actief bij ROHDA. Zo ging hij andere teams trainen, waaronder het 3e team. Ook is hij bestuurslid.